# 長浜浩江
長浜 浩江（ながはま ひろえ、1995年11月4日 - ）、日本の元女子プロレスラー。リングネームはHIRO'e（ヒロエ）。新潟県新潟市出身。157cm、60kg。プロレスリングWAVEに所属していた。血液型O型。

## 所属
- プロレスリングWAVE（2014年 - 2020年 ）

## 経歴・戦歴
2014年
- 2月16日、WAVE主催新人オーディションを受け、この時点では保留だった[3]。
- 3月2日、WAVE後楽園ホール大会にて初お披露目[4]。
- 8月8日、プロテスト合格[1]。
- 8月24日、新宿FACEにおける7周年記念パーティーにて二上美紀子社長とエキシビション[5]。
- 10月29日、WAVE後楽園大会にて「憧れの人」である紫雷美央相手にデビュー戦に挑むが、紫閃光で敗れる[2]。
- 11月3日、WAVE山梨大会にて年内の国内引退を控えた中川ともかとシングルで対戦も、CRBでギブアップ[6]。
- 11月5日、初めてとなる新木場1stRING大会で大畠美咲とシングルで対戦も、旋回式ダイビング・ボディープレス→片エビ固めで敗れる[7]。
- 11月8日、4戦目にして初の他団体としてアイスリボン道場マッチに参戦。成宮真希とシングルで対戦するが、ユルネバ→片エビ固めで敗れる[8]
- 11月12日、WAVE新木場大会で飯田美花とシングルで対戦も、グラウンド卍固めにギブアップ[9]。

2015年
- 3月15日、WAVE後楽園大会で下野佐和子&瑛凛と組み、チェリー&田中盟子&小波と対戦。田中からフォールを奪い初の直接勝利。

2018年
- 2月12日、DUAL SHOCK WAVE～WAVE認定タッグ暫定王者決定戦に春日萌花と出場するが、宮崎有妃＆野崎渚組に敗北[10]。

2019年
- 12月25日に行われたWAVE新宿大会にて、2020年8月16日に予定されているWAVE後楽園ホール大会をもって引退することを発表。プロレスラーになる前から志していた柔道整復師への道に専念するため[11]。しかし、引退興行は宮崎有妃の新型コロナウイルス感染に伴い開催自粛となり、引退は延期となった[12]。

2020年
- 9月18日に行われたWAVE後楽園ホール大会をもって現役を引退した。

## 人物
- プロレスリングWAVEにおける夏すみれに続く2人目の生え抜き選手であり、初の10代デビューであった[1]。
- 元々はWAVEを観戦していた一ファンで自分がやるならWAVEしかないと入団した[2]。
- 新潟出身であるが、現在は家族で東京に引っ越している[2]。
- スポーツ歴はバスケットボール[13]。

## 得意技
ドロップキック
ロングビーチ
足をロックしない変形の鎌固め
カサドーラ
サクラ落とし
相手の太腿に手を添える変形のノーザンライトスープレックス。桜花由美のオリジナル技。
ノーザンライトスープレックス
手を骨折した際、サクラ落とし時に相手太腿へ手が添えられなくなり、クラッチへ変更。以後はこちらを多用。
ジャーマンスープレックス
若手選手と対戦する際のフィニッシュホールド。
焼豚
コーナーからのブーメランアタック。読み方はチャーシュー。
ヒロ・ギョプサル
裏カサドーラ
スピアタックル
レスリングのタックルをベースに開発。
コードブレイカー
2018年3月11日 Catch the WAVE vs大畠美咲戦で初披露。
バッククラッカー
コードブレイカーを背中側から繰り出す形で使用する。
ムーンサルトプレス
2019年4月1日に初披露。

## タイトル歴
プロレスリングWAVE
- 第19代WAVE認定タッグ王座（パートナーは小林香萌）
- Catch the WAVE 優勝（2019年）

## 出演

### テレビ
- 有吉ジャポン（TBS、2014年11月7日放送）

### イベント
- ミニ　シアタープロレス花鳥風月　ミニカチョ.5　超山田組トークショー（2016年8月12日、東京・南海記念診療所）[14]

## 作品

### イメージビデオ
- 「あいらぶ爆乳クリニック」（2016年8月13日、Beauty Fighters）[15][16]